# 비대칭전
비대칭전, 비대칭 전쟁, 비대칭 교전은 상대적인 군사력, 전략 또는 전술이 크게 다른 교전단체 간의 전쟁 유형이다. 이러한 유형의 전쟁에는 반드시 그런 것은 아니지만 종종 상비군에 대항하는 불법 전투원의 지위를 가질 수 있는 반군 또는 저항 운동 민병대가 포함된다.
비대칭 전쟁은 또한 교전국의 자원이 고르지 않고 결과적으로 둘 다 서로의 상대적인 약점을 이용하려고 시도하는 갈등을 설명할 수도 있다. 이러한 투쟁에는 종종 비재래전이 포함되며, 약한 쪽은 군대와 장비의 양이나 품질의 부족을 상쇄하기 위해 전략을 사용하려고 시도한다. 그러한 전략은 반드시 군사화될 필요는 없다. 이는 두 세력이 비슷한 군사력과 자원을 보유하고 유사한 전술을 사용하는 대칭 전쟁과 대조된다.
비대칭 전쟁은 비정규전의 한 형태로, 적군이 국가의 정규 군대가 아닌 분쟁을 의미한다. 이 용어는 유격전, 분란전, 대분란전, 반란, 테러리즘, 대테러 활동 등을 설명하는 데 자주 사용된다.

## 같이 보기
- 대분란전
- 대테러 활동
- 4세대 전쟁
- 유격전
- 비정규군
- 소년병
- 파르티잔
- 레이건 독트린
- 저항운동
- 초토화
- 비재래전
- 테러와의 전쟁
- 양크 리바이
- 특수활동센터

전쟁
- 2006년 이스라엘-레바논 전쟁
- 네팔 내전
- 프로텍티브 에지 작전